# Wilamowice
Wilamowice  (en vilamoviciano, Wymysöu) es una pequeña localidad en el sur de Polonia, situada en el Voivodato de Silesia desde 1999, y anteriormente en el de Bielsko-Biała (1975–1998). La lengua Wymysorys es hablada por cerca de 70 de sus habitantes, la mayoría de ellos de edad avanzada. Esta lengua era la principal de la localidad hasta los primeros años de la época comunista (1945-1949), cuando las autoridades reprimieron su uso.

## Cultura

### Lengua
La lengua Wymysorys es hablada por cerca de 70 de sus habitantes, la mayoría de ellos de edad avanzada. Esta lengua era la principal de la localidad hasta los primeros años de la época comunista (1945-1949), cuando las autoridades reprimieron su uso.
Wymysorys era la lengua vernacular de Wilamowice hasta 1945–1949. En la Segunda Guerra Mundial fue prohibida, después los comunistas también la prohibieron e impusieron el polaco. A pesar de que la prohibición fue negada en 1956, el Wymysorys siguió siendo sustituido gradualmente por el polaco, especialmente entre las generaciones más jóvenes. Actualmente, es una lengua amenazada y en riesgo de desaparecer.